# Aglais ladakensis
Espèce
Aglais ladakensis est une espèce de lépidoptères (papillons) de la famille des Nymphalidae. Elle est originaire de l'Himalaya.

## Nom vulgaire
Aglais ladakensis est appelée Ladakh Tortoiseshell en anglais.

## Morphologie
L'imago d'Aglais ladakensis présente un corps noir et poilu et les antennes noires cerclées de fines lignes crème.
Le dessus des ailes a une couleur de fond orangée, avec une partie basale marron doré, et aux ailes antérieures des marques marron partant du bord costal. Une ligne submarginale est formée aux ailes antérieures de chevrons noirs accolés et aux ailes postérieures de chevrons bleu métallique cernés de noir.

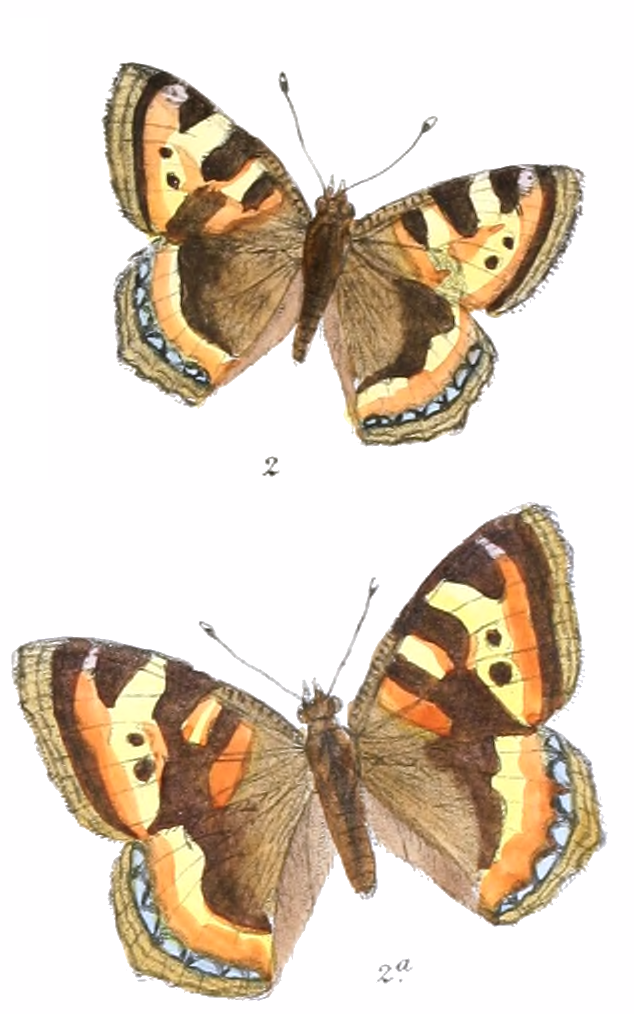
Aglais ladakensis, mâle et femelle.
Lepidoptera Indica, Volume 4,
F. C. Moore.

## Distribution
Aglais ladakensis est présente dans l'Ouest de l’Himalaya, en Inde et au Tibet.

## Systématique
L'espèce actuellement appelée  Aglais ladakensis a été décrite par l'entomologiste britannique Frederic Moore en 1878, sous le nom initial de Vanessa ladakensis. Elle a par la suite été appelée Nymphalis ladakensis.
Au sein des lépidoptères, elle est classée dans le clade des Ditrysia, la famille des Nymphalidae, la sous-famille des Nymphalinae, la tribu des Nymphalini et le genre Aglais.